# Virginia Williams
Virginia Williams (nascida em 18 de março de 1978) é uma atriz norte-americana.

## Vida pregressiva
Natural de Memphis (Tennessee), Williams começou a estudar interpretação em Nova Iorque, obtendo um B.A. em apresentação teatral da Universidade de Fordham e mais tarde estudando Shakespeare na Universidade de Oxford e na British American Drama Academy em Londres.

## Carreira
Williams estrelou por dois anos na novela One Life to Live como Lorna e na soap opera As the World Turns como Brandy. Com esta experiência, ela aproveitou seu talento em vários papéis no horário nobre, incluindo o papel principal de Bianca na telenovela da Lifetime, Monarch Cove, Claudia em cinco episódios da série de sucesso How I Met Your Mother, a filha de Shelley Long, que foi esnobada no altar no filme Honeymoon with Mom, e duas temporadas na série Strangers with Candy da Comedy Central.
Williams já apareceu como convidada especial (en), ou como personagem recorrente em várias séries de televisão, incluindo The Mentalist, Rules of Engagement, Better Off Ted, Lie to Me, In Plain Sight, Dois Homens e Meio, My Wife and Kids, Jack & Bobby, As the World Turns, Veronica Mars e Drop Dead Diva. Também ocupou cargos principais em vários pilotos de televisão para todas as principais redes de telecomunicação. Desde 2011 interpreta o papel de Lauren Reed na série judicial Fairly Legal, exibida pelo canal USA Network.

## Vida pessoal
Williams vive na cidade de Los Angeles, no estado norte-americano da Califórnia, com o marido, Bradford Bricken.